# Laurent Pelly
 (février 2024).
Laurent Pelly, né à Paris le 14 janvier 1962, est un metteur en scène, scénographe et costumier français.

## Biographie
Laurent Pelly écrit des petites pièces dès son enfance et crée en 1980 la compagnie Le Pélican, qu’il codirige à partir de 1989 avec Agathe Mélinand. 
En 1994, il est metteur en scène associé au Cargo, Centre dramatique national des Alpes à Grenoble (CDNA) et en 1997 il est nommé directeur du CDNA.
De 2008 à 2017, il est codirecteur, avec Agathe Mélinand, du Théâtre national de Toulouse Midi-Pyrénées (TNT).
Metteur en scène, il a fréquenté de grandes scènes lyriques, telles l'Opéra de Paris (Garnier comme Bastille), la Scala de Milan, le Metropolitan Opera de New York. 
Depuis 1999, il met en scène de nombreuses œuvres lyriques en France et à l’étranger. Il crée lElixir d'Amour,  à Londres en 2006 et repris de multiples fois tant au Royal Opera House qu'à l'Opéra de Paris ou la Fille du régiment du même Donizetti, créée en 2007 toujours à Londres avec   Natalie Dessay et Juan Diego Florez à la distribution.
La création d'un Platée en 1999 en association avec Marc Minkowski à la tête de son orchestre des Musiciens du Louvre Grenoble. L'œuvre a été reprise en 2015.
En 2012, c'est Robert le Diable de Meyerbeer, qu'il met en scène au Royal Opera House.
Il crée Les Contes d'Hofmann d'Offenbach  en 2003, en coproduction entre l'Opéra de Lyon, le Liceu de Barcelone, l'Opéra de Lausanne et celui de San Francisco et repris au Deutsche Oper de Berlin.
En 2009 il crée Le Roi malgré lui d'Emmanuel Chabrier. 
À propos de sa mise en scène de "La Grande-Duchesse de Gérolstein" de Jacques Offenbach, en 2014, un journaliste du journal Le Temps a écrit qu'il était un "enchanteur" capable de manier la farce, la féerie et le jeu. 
Il adapte Roi Carotte en 2015 à l'Opéra de Lyon.
L'Opéra de Lyon accueillera également en 2017, sa mise en scène de "Viva la Mamma", dramma giocoso de Donizetti.
Comme metteur en scène, certaines de ses productions ont été filmées et diffusées à la télévision française, dans les cinémas, ou en streaming et ont donné lieu à de nombreux DVD.

## Mises en scène de théâtre
- 1977 : L'Ombre d'Evgueni Schwarz, Théâtre Daniel Sorano Vincennes

Le Pélican
- 1980 : Si jamais je te pince !... d'Eugene Labiche, Théâtre Daniel Sorano Vincennes1982 : Le Dîner bourgeois d'Henry Monnier, Théâtre Daniel Sorano Vincennes, 1983 : Théâtre de la Plaine
- 1984 : Chambres calmes vue sur la mer de Michel Jourdheuil, Théâtre de la Plaine
- 1984 : En cas de pluie de Philippe Beglia
- 1984 : Quel amour d’enfant ! de 1996 la Comtesse de Ségur
- 1984 : Comment ça va ? Au secours ! de Vladimir Maïakovski
- 1984 : Comment j’ai écrit certains de mes livres de Raymond Roussel
- 1986 : Chat en poche de Georges Feydeau, Centre dramatique national de Béthune, 1987 : Théâtre Firmin Gémier Antony
- 1989 : Madame Angot de Ève Demaillot, Théâtre national de Chaillot
- 1990 : Un coeur sous une soutane-Tentative de commémoration  spectacle sur Arthur Rimbaud, Théâtre national de Chaillot
- 1991 : Eva Perón de Copi, Théâtre national de Chaillot
- 1994 : Talking Heads d'Alan Bennett, Théâtre Paris-Villette
- 1994 : La Famille Fenouillard de Christophe

Centre dramatique national des Alpes
- 1995 : L'Heureux Stratagème de Marivaux1997 : Souingue !
- 1996 : En caravane d'Elizabeth von Arnim, Théâtre Paris-Villette
- 1998 : Et Vian ! En avant la zique !
- 1998 : Loretta Strong de Copi
- 1996 : La Baye de Philippe Adrien
- 1996 : La Danse de mort d'August Strindberg
- 2001 : C’est pas la vie ? de Laurent Pelly et Agathe Mélinand, Théâtre de Sartrouville
- 2002 : Le Voyage de monsieur Perrichon d'Eugène Labiche
- 2002 : J'en ai marre de l'amour
- 2003 : Vendre de Laurent Pelly et Agathe Mélinand
- 2003 : Les Chaises d'Eugène Ionesco, Théâtre de la Criée
- 2004 : Le Roi nu d'Evgueni Schwarz
- 2005 : Foi, amour, espérance d’Ödön von Horváth
- 2005 : I cosmonauti russi
- 2006 : Le Songe d'August Strindberg
- 2006 : Les Aventures d'Alice au pays des merveilles de Lewis Carroll
- 2006 : Une visite inopportune de Copi, Théâtre de l'Ouest parisien
- 2006 : Les Malices de Plick et Plock de Christophe, Théâtre de Sartrouville

Théâtre de la Cité TNT|TNT-Théâtre national de Toulouse Midi-Pyrénées
- 2008 : Le Roi nu d'Evgueni Schwarz
- 2008 : Les Aventures d'Alice au pays des merveilles de Lewis Carroll
- 2008 : Jacques ou la Soumission et L'avenir est dans les œufs d'Eugène Ionesco, Théâtre de l'Athénée-Louis-Jouvet
- 2008 : Le Menteur de Carlo Goldoni
- 2009 : Renseignements généraux de Serge Valletti
- 2009 : Talking Heads d'Alan Bennett, Théâtre du Rond-Point, Théâtre Marigny
- 2009 : Cami la vie drôle ! d'après Pierre Henri Cami
- 2009 : Natalie Dessay chante Michel Legrand
- 2010 : Le Roi nu d'Evgueni Schwarz, Théâtre de la Tempête
- 2010 : Mille francs de récompense de Victor Hugo
- 2010 : Funérailles d'hiver de Hanoch Levin
- 2011 : Les Aventures de Sindbad le Marin de Agathe Mélinand
- 2011 : J'ai examiné une ampoule électrique et j'en ai été satisfait, textes de Daniil Harms
- 2012 : Macbeth de William Shakespeare
- 2013 : Mangeront-ils ? de Victor Hugo
- 2013 : Edgar Allan Poe - Extraordinaires, d'après Edgar Allan Poe
- 2014 : Le Songe d'une nuit d'été de William Shakespeare
- 2015 : L'Oiseau vert de Carlo Gozzi
- 2016 : La Cantatrice chauve de Eugène Ionesco
- 2017 : Les Oiseaux d'Aristophane
- 2017 : Sur la tête - Jacques Prévert

Théâtre de l'Odéon|Odéon-Théâtre de l'Europe
- 1995 : Peines d'amour perdues de William Shakespeare

Festival d'Avignon
- 1997 : Des Héros et des dieux d'après Hymnes homériques
- 1998 : Vie et mort du roi Jean de William Shakespeare, Cour d'honneur

Comédie-Française
- 2011 : L'Opéra de quat'sous de Bertolt Brecht et Kurt Weill

Pel-Mel Groupe
- 2021 : Harvey de Mary Chase, TNP-VilleurbanneLyon, Théâtre du Rond Point Paris et tournée
- 2022 : L'Imprésario de Smyrne/Scènes de la vie d'Opéra de Goldoni, Théâtre Le Vilar, Louvain-la-Neuve, Théâtre Royal du Parc Brussels, L'Athenée Théâtre Louis Jouvet, Paris et tournée
- 2023 : Objet Inanimés after Hans Christian Andersen tournée Bourgogne-Franche-Comté

## Mises en scène d'œuvres lyriques
- 1997 : Orphée aux Enfers de d'Offenbach, Opéra national de Lyon, Grand Théâtre Genève)
- 1999 : Platée de Rameau, Opéra de Paris. Reprise: Santa Fe Opera
- 2000 : La Belle Hélène d'Offenbach,Théâtre du Châtelet. Reprise:  English National Opera London, Santa Fe Opera]
- 2001 : Les Sept Péchés capitaux de Kurt Weill, Opera de Paris
- 2002 : La Périchole de d'Offenbach, Opéra de Marseille
- 2003 : Les Contes d'Hoffmann, de d'Offenbach, Opéra de Lausanne, Opéra de Lyon
- 2003 : L'Heure espagnole de Ravel et Gianni Schicchi de Puccini, Ozawa Seiji Festival
- 2003 : Ariane à Naxos de Richard Strauss, Opéra de Paris
- 2004 : La Grande-duchesse de Gérolstein d'Offenbach  au Théâtre du Châtelet. Reprise:  Grand Théâtre Genève
- 2004 : Les Boréades de Jean-Philippe Rameau, Opéra de Lyon

- 2004 : L'Heure espagnole de Ravel et Gianni Schicchi, de Puccini, Opéra de Paris
- 2006 : Le Roi malgré lui de Chabrier, Opéra national de Lyon
- 2006 : L’Amour des trois oranges de Prokofiev, Amsterdam. Reprises: Theater Essen
- 2006 : Cendrillon de Jules Massenet,  Santa Fe Opera
- 2006 : L'Élixir d'amour de Donizetti, Opéra de Paris. Co-production Royal Opera House London. Reprises: Maarinsky Theatre
- 2007 : La Vie parisienne d'Offenbach, Opéra national de Lyon. Reprises:  TNT-Théâtre national de Toulouse Midi-Pyrénées,
- 2007 : La Fille du régiment de Donizetti, Royal Opera House de Londres Co-production Wiener Staatsoper, Metropolitan Opera, New York. Reprise Opéra de Paris, Teatro Real Madrid, Teatro de la Maestranza, Seville
- 2007 : La finta semplice de Mozart, Theater an der Wien
- 2007 : Le Château de Barbe-Bleue de Béla Bartók, Opéra de Lyon
- 2007 : Parlez-moi d'amour avec Felicity Lott, La Monnaie, Bruxelles
- 2007 : La Voix humaine de Francis Poulenc Opéra de Lyon
- 2008 : Hänsel & Gretel de Humperdinck, Glyndebourne Festival. Reprises: Glyndebourne Tour, Teatro Real Madrid
- 2009 : Pelléas et Mélisande de Claude Debussy, Theater an der Wien
- 2009 : La Traviata de Giuseppe Verdi,  Santa Fe Opera.  Reprises: Teatro Massimo, Palermo, Teatro Regio, Turin
- 2009 : Le Roi malgré lui d'Emmanuel Chabrier, Opéra de Lyon. Co-production Opéra-Comique
- 2010 : Manon de Massenet, Royal Opera House Londres. Coproduction Teatro alla Scala Milan, Metropolitan Opera New York,  Opéra du Capitôle, Toulouse
- 2010 : Don Quichotte de Massenet, La Monnaie Bruxelles
- 2011:  Cendrillon de Massenet, Royal Opera House de Londres. Co-production La Monnaie, Bruxelles, Opéra de Lille. Reprises: Metropolitan Opera New York, Chicago Lyric Opera,  National Taichung Theatre, Taiwan
- 2011 : Giulio Cesare in Egitto de Handel à Opéra de Paris. Reprises: Teatro Regio, Turin
- 2012 : L'Enfant et les Sortilèges (avec L'Heure espagnole) de Maurice Ravel au Festival de Glyndebourne. Reprises:  Teatro alla Scala Milan, Seiji Ozawa Matsumoto Festival
- 2012 : Robert Le Diable de Meyerbeer, Royal Opera House London
- 2013 : Les Contes d'Hoffmann de Jacques Offenbach, Opéra de Lyon. Co-production Teatro del Liceu Barcelona, San Francisco Opera. Reprises: Deutsche Oper, Berlin
- 2013 : Les Puritains de Bellini à l'Opéra Bastille
- 2014 : Le Comte Ory de Rossini à l'Opéra national de Lyon. Co-production Teatro alla Scala, Milan
- 2014 : Don Pasquale de Donizetti à Santa Fe Opera. Co-production Teatro del Liceu Barcelona, San Francisco Opera. Reprises:  La Monnaie / de Munt, Teatro de la Maestranza, Seville
- 2014 : L’Étoile d'Emmanuel Chabrier à l’Opéra national des Pays-Bas
- 2015 : Le Roi Carotte de Jacques Offenbach à l'Opéra national de Lyon. Reprises:  Opéra de Lille
- 2016 : Le médecin malgré lui, de Gounod, au Grand Théâtre de Genève (Théâtre des Nations)
- 2016 : Béatrice et Bénédict d'Hector Berlioz au Glyndebourne
- 2016 : Le Coq d'or de Rimski-Korsakov, La Monnaie. Co-production Teatro Real, Opéra national de Lorraine
- 2017 : Viva la Mamma! de Donizetti, à l'Opéra national de Lyon. Co-production   Teatro Real, Madrid, Grand Théâtre de Génève (Théâtre des Nations)
- 2017 : Le Barbier de Séville de Rossini au Théâtre des Champs-Élysées. Reprises: Festival d'Edinbourg, Opéra de Marseille, Grand Théâtre de Luxembourg, Opéra national de Bordeaux
- 2018 : Lucia di Lammermoor de Donizetti à Philadelphia Opera. Co-production Staatsoper Wien
- 2019 : Falstaff de Verdi au Teatro Real, Madrid. Co-production La Monnaie de Munt,  Nikikai Opera Foundation, Tokyo
- 2019 : Barbe bleue de Jacques Offenbach à Opéra de Lyon. Co-production Opéra de Marseille
- 2019 : La Cenerentola de Rossini au Dutch National Opera, Amsterdam. Co-production Palau de les Arts Reina Sofia, Valencia. Reprises:  Los Angeles Opera
- 2021 : Il nozze di Figaro de Mozart à  Santa Fe Opera . Reprises:  Seiji Ozawa Matsumoto Festival
- 2021:  Cendrillon de Massenet au Metropolitan Opera, New York (new holiday version, new english translation)
- 2022 : Cosí fan tutte de Mozart au Théâtre des Champs Elysés, Paris
- 2022 : A Midsummer Night's Dream de Britten à Opéra de Lille
- 2022 : La Voix Humaine / Les Mamelles de Tirésias de Poulenc au Glyndebourne Festival
- 2022 : Lakmé de Delibes à Opéra Comique. Co-production Opéra national du Rhin
- 2022 : La Périchole d'Offenbach au Théâtre des Champs Elysées. Co-production Opéra de Dijon
- 2023 : Le Voyage dans la Lune d'Offenbach à Opéra Comique. Co-production Greek National Opera. Reprises: Vienna Volksoper
- 2023 : Eugene Onegin de Tchaikovsky à La Monnaie, Bruxelles. Co-production Royal Danish Opera, Copenhagen
- 2023 : Il Turco in Italia de Donizetti au Teatro Real, Madrid
- 2024 : Die Meistersinger von Nürnberg de Wagner au Teatro Real, Madrid
- 2024 : Le Chauve Souris de Johann Strauss à Opéra de Lille

## Distinctions
- Prix du syndicat de la critique 2015 : meilleur créateur d'élément scénique pour L'Oiseau vert[13]
- International Opera Award dans la catégorie « metteur en scène » (2016)[14].